# Seznam irskih plesalcev
Seznam irskih plesalcev.

## F
- Michael Flatley

## I
- Edele Lynch

## K
- Gene Kelly

## M
- Lola Montez

## V
- Ninette de Valois

## W
- Bill Whelan